# Dário Meira
Dário Meira es un municipio brasileño del estado de Bahía. Su población estimada en 2004 era de 16 102 habitantes